# Le epiche avventure di Capitan Mutanda
Le epiche avventure di Capitan Mutanda (The Epic Tales of Captain Underpants) è una serie animata prodotta da Dreamworks Animation. La serie ha debuttato con la sua prima stagione su Netflix il 13 luglio 2018; la seconda stagione è uscita l'8 febbraio 2019 mentre la terza stagione è andata in onda il 19 luglio 2019. 

## Trama
I protagonisti della serie sono due ragazzini di quarta elementare, George Beard e Harold Hutchins. I due sono molto amici e hanno una grande passione per gli scherzi e per i fumetti, che loro stessi producono in una casa sull'albero. Il protagonista dei loro fumetti è un supereroe in mutande. Il supereroe in questione, Capitan Mutanda, esiste anche nella realtà, ed è il burbero preside della scuola dei due ragazzi, il signor Grugno, che quando sente schioccare le dita si trasforma nel suo ego dissociativo. Quando poi Capitan Mutanda si bagna la testa, ritorna a essere Grugno. Capitan Mutanda è infantile e non molto intelligente, per cui spesso non riesce a sconfiggere i nemici, compito che risolveranno George e Harold (a volte, però, il supereroe riesce a vincere). I ragazzi hanno anche dei compagni di classe, tra cui Melvin Sneedly, un antipatico secchione che ha un ruolo molto importante nella serie.

## Episodi
La prima stagione ha debuttato su Netflix il 13 luglio 2018. La seconda stagione è stata pubblicata l'8 febbraio 2019. La terza stagione è andata in onda il 19 luglio 2019. Successivamente la serie è andata in onda su Rai Gulp dal 14 gennaio 2021.
| Stagione         | Episodi | Prima TV USA | Prima TV Italia |
| ---------------- | ------- | ------------ | --------------- |
| Prima stagione   | 13      | 2018         | 2018            |
| Seconda stagione | 13      | 2019         | 2019            |
| Terza stagione   | 13      | 2019         | 2019            |
| Quarta stagione  | 6       | 2020         | 2020            |

### Speciali
| Titolo originale                                       | Titolo italiano                                         | Prima TV USA     | Prima TV Italia |
| ------------------------------------------------------ | ------------------------------------------------------- | ---------------- | --------------- |
| The Heartbreaking Havoc of the Haunting Hack-A-Ween    | Lo spettrale racconto di Capitan Mutanda di Hack-o-Ween | 8 ottobre 2019   | 2019            |
| The Interactive Insanity of the Irritating Interlopers | L'epica scelta di Capitan Mutanda                       | 11 febbraio 2020 | 2020            |
| The Xtreme Xploits of the Xplosive Xmas                | Capitan Mutanda e il mega Feliciatale                   | 4 dicembre 2020  | 2020            |

## Personaggi e doppiatori
| Personaggi                      | Doppiatori originali | Doppiatori italiani                                                                                         |
| ------------------------------- | -------------------- | --- |
| Benjamin Grugno/Capitan Mutanda | Nat Faxon            | Alessandro Quarta                                                                                           |
| George Beard                    | Ramone Hamilton      | Emanuele Suarez (1ª voce) Vittorio Thermes (2ª voce, speciale di Natale)                                    |
| Harold Hutchins                 | Jay Gragnani         | Diego Follega                                                                                               |
| Prof. Pidocchioni               | David Koechner       | Marco Mete                                                                                                  |
| Prof. Mentore                   |                      | Antonella Giannini (1ª voce)                                                                                |
| Prof. Nervetti                  | Laranie Newman       | Antonella Giannini                                                                                          |
| Signorina Cavernicoli           | Patty Mattson        | Alessandra Cassioli                                                                                         |
| Melvin Sneedly/Melvinborg       | Jorge Diaz           | Davide Lepore                                                                                               |
| Erica Wang                      | Erica Luttrell       | Emanuela Ionica                                                                                             |
| Jessica Gordon                  | Dayci Brookshire     | Lucrezia Roma                                                                                               |
| Grazia Killman                  | Dayci Brookshire     | Letizia Ciampa (1ª voce 1x02) Arianna Vignoli (2ª voce, voce principale) Vittoria Bartolomei (3ª voce 1x07) |
| Steve "Gooch" Yamaguchi         | Evan Kishiyama       | Giulio Bartolomei (1ª voce) Gabriele Patriarca (2ª voce)                                                    |
| Bo Bestione                     | Brennan Murray       | Oreste Baldini (voce principale) Nanni Baldini (2ª voce)                                                    |
| Stanley Peet                    | Jorge Diaz           | Gabriele Patriarca                                                                                          |
| Peto Intelligente               | Trevor Devall        | Raffaele Carpentieri                                                                                        |
| Narratore                       | Sean Astin           | Saverio Indrio                                                                                              |
| Narratore dei Fumetti           | Peter Hastings       | Christian Iansante                                                                                          |
| Grace Wain                      | Erica Luttrell       | |
| Dr. Losco Fitzgibbons           | Nolan North          | Carlo Valli                                                                                                 |
| Eroica Spavalda                 | Secunda Wood         | |